# David McNeill (Leichtathlet)
David McNeill (* 6. Oktober 1986 in East Melbourne, Victoria) ist ein australischer Leichtathlet, der sich auf die Langstreckenläufe spezialisiert hat.

## Leben
David McNeill stammt aus Melbourne. Sein Großvater, John McNeill, betrieb Weitsprung und Dreisprung und wurde unter anderem Meister von Queensland in diesen Disziplinen. Ab 2007 studierte McNeill an der Northern Arizona University in den USA. Zunächst erwarb er 2010 den Bachelor of Science im Fach Physiologie. 2014 schloss er die Universität mit dem Master of Science ab. Nachdem er sich bereits lange Zeit vegetarisch ernährte, wurde er später Pescetarier. Zu seinen Leidenschaften zählen das Kochen und Backen.

## Sportliche Laufbahn
McNeill nahm 2006 im 10.000-Meter-Lauf erstmals an den Australischen Meisterschaften teil und belegte im Ziel den vierten Platz. Im Frühjahr 2007 sammelte er bei den Crosslauf-Weltmeisterschaften in Mombasa erste internationale Wettkampferfahrung. Dort erreichte er im Erwachsenenrennen als 64. das Ziel. Auch im Jahr darauf, als er bereits in den USA studierte, nahm er in Edinburgh wieder an den Crosslauf-Weltmeisterschaften teil, konnte sich mit dem 68. Platz allerdings nicht steigern. 2009 lief er in Kalifornien in 13:30,63 min eine neue Bestzeit im 5000-Meter-Lauf. Im August trat er dann im 10.000-Meter-Lauf bei den Weltmeisterschaften in Berlin an. Dabei handelte es sich um sein erstes internationales Rennen über diese Distanz. Er belegte schließlich den 24. Platz im Ziel. 2010 konnte er sich erneut auf der 5000-Meter-Distanz verbessern. Im April gewann er die Bronzemedaille bei den Australischen Meisterschaften. Später im Oktober ging er über diese Distanz bei den Commonwealth Games in Neu-Delhi an den Start. Dort belegte er im Finale den achten Platz. 2011 belegte McNeill bei seiner dritten Teilnahme an den Crosslauf-Weltmeisterschaften den 41. Platz. Im folgenden Jahr gelang es ihm sich im Februar deutlich bis auf 13:19,31 min über 5000 Meter zu verbessern. Damit qualifizierte er sich für die Olympischen Sommerspiele in London, bei denen er im August an den Start ging. Dort reichte sein Zwölfter Platz im Vorlauf nicht aus, um in das Finale einziehen zu können.
2015 nahm McNeill zum vierten Mal an den Crosslauf-Weltmeisterschaften teil, blieb allerdings deutlich hinter seinen vorherigen Platzierungen zurück. Im Mai lief er in Palo Alto persönliche Bestzeit von 27:45,01 min im 10.000-Meter-Lauf und verpasste damit die Qualifikationsnorm für die Weltmeisterschaften in Peking um 0,1 s. Die Zeit war allerdings ausreichend um sich für die Olympischen Sommerspiele in Rio de Janeiro für das folgende Jahr zu qualifizieren. Bei ihnen ging er im August 2016 an den Start und erreichte in einer Zeit von 27:51,71 min auf dem 16. Platz das Ziel. Damit war er der erste Australier, der die 10.000 m bei Olympischen Spielen unter 28 Minuten bewältigte. 2017 gewann McNeill die Bronzemedaille im 10.000-Meter-Lauf bei den Australischen Meisterschaften. Zwei Monate später wurde er dann Australischer Vizemeister im 5000-Meter-Lauf. Mit 13:19,51 min kam er dabei erstmals seit sechs Jahren wieder in die Nähe seiner Bestleistung. Anfang April war er in der Heimat bei den Commonwealth Games startberechtigt. Bei seiner zweiten Teilnahme an den Spielen belegte er diesmal den zwölften Platz. 2021 lief McNeill mit 13:12,82 min eine neue Bestleistung und qualifizierte sich damit für seine dritten Olympischen Sommerspiele. In Tokio belegte er in 13:39,97 min den achten Platz in seinem Vorlauf und verpasste damit den Einzug in das Finale.

## Wichtige Wettbewerbe
| Jahr                   | Veranstaltung                 | Ort                    | Platz                  | Disziplin              | Zeit                   |
| Startet für Australien | Startet für Australien        | Startet für Australien | Startet für Australien | Startet für Australien | Startet für Australien |
| ---------------------- | ----------------------------- | ---------------------- | ---------------------- | ---------------------- | ---------------------- |
| 2007                   | Crosslauf-Weltmeisterschaften | Mombasa                | 64.                    | Erwachsenenrennen      | 39:41 min              |
| 2008                   | Crosslauf-Weltmeisterschaften | Edinburgh              | 68.                    | Erwachsenenrennen      | 37:41 min              |
| 2009                   | Weltmeisterschaften           | Berlin                 | 24.                    | 10.000 m               | 29:18,59 min           |
| 2010                   | Commonwealth Games            | Neu-Delhi              | 8.                     | 5000 m                 | 13:47,40 min           |
| 2011                   | Crosslauf-Weltmeisterschaften | Punta Umbría           | 41.                    | Erwachsenenrennen      | 36:06 min              |
| 2012                   | Olympische Sommerspiele       | London                 | 28.                    | 5000 m                 | 13:45,88 min           |
| 2015                   | Crosslauf-Weltmeisterschaften | Guiyang                | 87.                    | Erwachsenenrennen      | 40:15 min              |
| 2016                   | Olympische Sommerspiele       | Rio de Janeiro         | 16.                    | 10.000 m               | 27:51,71 min           |
| 2018                   | Commonwealth Games            | Gold Coast             | 12.                    | 5000 m                 | 14:24,51 min           |
| 2021                   | Olympische Sommerspiele       | Tokio                  | 19.                    | 5000 m                 | 13:38,97 min           |

## Persönliche Bestleistungen
Freiluft
- 3000 m: 7:39,43 min, 1. Juli 2021, Oslo
- 5000 m: 13:12,82 min, 11. Mai 2021, Perth
- 10.000 m: 27:45,01 min, 2. Mai 2015, Palo Alto

Halle
- 3000 m: 8:06,18 min, 15. März 2008, Fayetteville
- 5000 m: 13:36,41 min, 12. März 2010, Fayetteville, (australischer Rekord)